# 潘鸿海
潘鸿海（1942年—2023年1月3日），男，上海人，中国油画家。曾任浙江人民美术出版社副总编辑，浙江画院院长、名誉院长。